# Boston-Marathon 1974
Der Boston-Marathon 1974 war die 78. Ausgabe der jährlich stattfindenden Laufveranstaltung in Boston, Vereinigte Staaten. Der Marathon fand am 15. April 1974 statt.
Bei den Männern gewann Neil Cusack in 2:13:39 h und bei den Frauen Michiko Gorman in 2:47:11 h.

## Ergebnisse

### Männer
| Platz | Athlet         | Land                   | Zeit (h) |
| ----- | -------------- | ---------------------- | -------- |
| 01    | Neil Cusack    | Irland                 | 2:13:39  |
| 02    | Tom Fleming    | Vereinigte Staaten     | 2:14:25  |
| 03    | Jerome Drayton | Kanada                 | 2:15:40  |
| 04    | Lucien Rosa    | Sri Lanka              | 2:15:53  |
| 05    | Vilho Paajanen | Finnland               | 2:16:15  |
| 06    | Steve Hoag     | Vereinigte Staaten     | 2:16:44  |
| 07    | Robert Moore   | Kanada                 | 2:16:45  |
| 08    | Ronald Wayne   | Vereinigte Staaten     | 2:16:58  |
| 09    | Bernard Allen  | Vereinigtes Königreich | 2:17:02  |
| 10    | Carl Hatfield  | Vereinigte Staaten     | 2:17:36  |

### Frauen
| Platz | Athletin               | Land               | Zeit (h) |
| ----- | ---------------------- | ------------------ | -------- |
| 01    | Michiko Gorman         | Vereinigte Staaten | 2:47:11  |
| 02    | Christa Kofferschläger | BR Deutschland     | 2:53:00  |
| 03    | Nina Kuscsik           | Vereinigte Staaten | 2:55:12  |
| 04    | Manuela Preuss         | BR Deutschland     | 2:58:46  |
| 05    | Kathrine Switzer       | Vereinigte Staaten | 3:01:39  |
| 06    | Lydia Ritter           | BR Deutschland     | 3:05:18  |
| 07    | Renate Kieninger       | BR Deutschland     | 3:08:45  |
| 08    | Valerie Rogosheske     | Vereinigte Staaten | 3:09:28  |
| 09    | Lucy Bunz              | Vereinigte Staaten | 3:10:57  |
| 10    | Irene Rudolph          | Vereinigte Staaten | 3:12:13  |